# 오시수 신도비·묘비
오시수 신도비·묘비는 대한민국 충청남도 공주시 우성면에 있다. 1997년 6월 5일 공주시의 향토문화유적 제18호로 지정되었다.

## 개요
공주에서 우성으로 가는 국도에서 우성면 소재지 조금 못 미쳐서 도로변의 우측으로 보이는 烈女吳氏 旌閭를 지나면 오른쪽으로 난 소로가 있다. 이 길을 따라 월굴 마을로 가다보면 吳始壽의 神道碑가 있다. 
吳始壽(168~1681)는 본관이 同福, 자는 德而, 호가 水邨이다. 1656년(효종 7) 별시문과에 병과로 급제하여 1664년(현종 5) 司僕寺正, 평안도 암행어사를 역임했고 1674년에는 도승지가 되었다. 숙종 대에 우의정을 지냈으나 1680년(숙종6) 庚申大黜陟에 연루되어 남인들과 함께 귀양 갔다가 앞서 청나라 조제사가 왔을 때 허위 보고를 했다는 이유로 서인의 탄핵을 받아 사사되었다. 그 후 1689년(숙종 15) 기사환국 때 복관되었으나 1694(숙종 20) 甲戌獄事에 연루되어 다시 관직이 추탈되었으며 1784년(정조 8)에 신원, 복관되었다. 저서로는 《水邨集》이 있다.
신도비는 나란히 2기가 있는데 우측의 비는 1694년(숙종 20)에 세워진 것으로 비신 높이 243cm, 폭 124cm, 두께 54cm, 자경은 2.5 cm정도이다. 좌측의 비는 1810년(순조10)에 세워진 것으로 비신 높이 149cm, 폭 55cm, 두께 39.5cm이다. 이 비들은 모두 비대와 옥개형의 배개를 갖춘 동일 양식의 화강암으로 되어 있다. 
오시수 부자의 묘소는 월굴 마을 구릉에 있다. 묘역에는 오시수의 묘소와 그의 부친 오정원의 묘가 함께 있는데, 묘 앞에는 묘비와 동자상, 망주석, 장군상이 배치되어 있다. 오시수의 묘비는 높이 140cm, 폭 66cm, 두께 39.5cm의 크기이고, 오정원의 묘비는 건립년대가 1709년(숙종 35)이며, 크기는 높이 133cm, 폭 61.5cm, 두께 21cm이다.

## 참고 문헌
- 公州大學校博物館 公州市,1995,《公州文化遺蹟》